# Rebelión islámica en Sinkiang (1937)

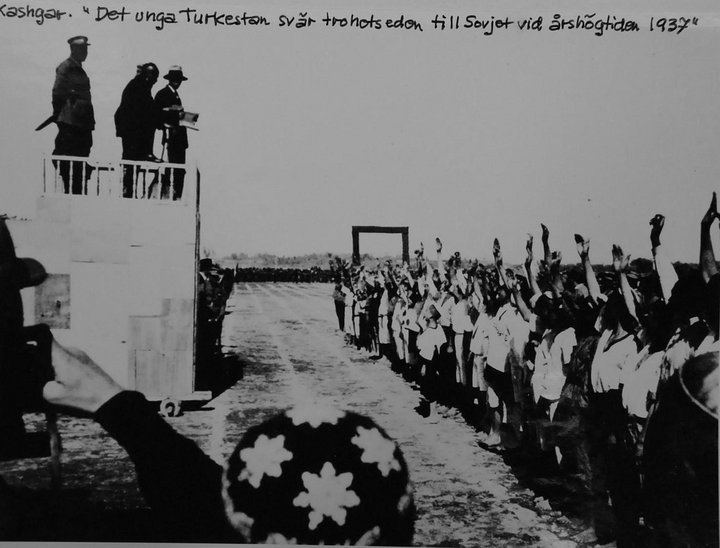
Invasión soviética de 1937.

En 1937 comenzó una rebelión islámica en el sur de Sinkiang. Los rebeldes eran 1.500 uigures musulmanes comandados por Kichik Akhund, que contaba con la ayuda tácita de la Nueva 36ª División, contra las fuerzas provinciales prosoviéticas del títere Sheng Shicai.

## Inicio
Sheng Shicai se había movilizado contra el general de división Mahmut Muhiti, comandante en jefe de la 6.ª División uigur y jefe adjunto de la región militar de Kasgar. Muhiti estaba resentido por la creciente influencia soviética y formó un grupo secreto a su alrededor. Sheng temía que Muhiti se hubiera aliado con el general chino Ma Hu-shan, musulmán. Sin embargo, los uigures de Kashgar escucharon informes hostiles sobre Ma de los refugiados uigures de Jotán que sufrieron bajo su mando. 
Muhiti huyó de Kashgar el 2 de abril de 1937, con un pequeño número de sus subordinados y cierta cantidad de oro hacia la India británica a través del Yengi Hissar y el Yarkand. Poco antes de su partida, había enviado un mensaje a Ma Hu-Shan sobre su propuesta de llegada a Khotan. En respuesta, Ma ordenó a sus tropas que prepararan un desfile y una fiesta en honor de Muhiti. Esa preparación atrajo a las tropas que custodiaban ambos pasos de montaña hacia Cachemira, lo que permitió a Muhiti la oportunidad de cambiar su ruta y colarse en Cachemira. La huida de Muhiti provocó que las tropas uigures se sublevaran en Yengi Hissar, Yarkand y Artush, lo que dio lugar a la ejecución de todos los funcionarios prosoviéticos y de varios asesores soviéticos. Dos de sus oficiales, Kichik Akhund Sijiang, que mandaba las tropas en Artush, y Abdul Niyaz Sijiang, que mandaba las tropas en Yarkand y Yengi Hissar, establecieron una administración turca independiente.
Liu Pin, comandante provincial de la región de Kashgar con 700 soldados a sus órdenes, respondió a la rebelión lanzando una escuadrilla de nueve aviones soviéticos para bombardear Yangi Hissar y Yarkand. Al año siguiente, cuando Muhiti llegó a Srinagar, en la India, peregrinó a La Meca. Antes del estallido de la guerra se produjo una acumulación de activos militares soviéticos en Xinjiang. Alrededor de Kashgar, los soviéticos enviaron cañones AA, aviones de combate y un gran número de soldados de origen ruso y kirguís.
El inicio de la rebelión en el sur de Sinkiang tuvo un impacto inmediato y trágico en el destino de unos 400 estudiantes uigures, que habían sido enviados por el gobierno de Sinkiang a la Unión Soviética (1935-1937) para estudiar en la universidad de Taskent. Todos ellos fueron detenidos en una noche de mayo de 1937 por el NKVD, la policía secreta soviética, y ejecutados sin juicio supuestamente por órdenes de Iósif Stalin. El personal diplomático soviético también fue purgado en toda la provincia en los consulados soviéticos de Urumqi, Caraxar, Gulja, Chuguchak y Altái. Cónsul general soviético en Urumchi Garegin Apresov, antiguo cónsul soviético en Mashhad, Irán, y principal artífice de la política soviética en Asia Central y Oriente Próximo, fue llamado de nuevo a Moscú y fusilado por su presunta participación en el llamado "complot fascista-trotskista" contra Stalin y su intento de derrocar el régimen de Sheng Shicai el 12 de abril de 1937, día en que se conmemoraba una sublevación ocurrida cuatro años antes. La rebelión también es vista por algunos historiadores como un complot de Mahmut Muhiti y Ma Hushan para convertir Sinkiang en una base de lucha contra los estalinistas.
Se planeó la conquista del Kremlin, el Turkestán ruso y Siberia en una "yihad" antisoviética formulada por Ma. Prometió la devastación de Europa y la conquista de la Unión Soviética y la India. El levantamiento antisoviético de Ma fue informado por United Press International (UPI) y leído por Ahmad Kamal el 3 de junio de 1937.

## Nueva 36.ª División invasión de Kashgar
Mientras tanto, Ma Hushan y sus tropas del chino musulmán de la Nueva 36.ª División (Ejército Nacional Revolucionario) observaban la situación con interés ya que estaban ansiosos por apoderarse de más territorio. Sheng Shicai ordenó sorprendentemente a la Nueva 36.ª División que sofocara la rebelión de la 6.ª División Uigur, aunque los 33.º y 34.º Regimientos de la 6.ª División Uigur, que habían estado estacionados en Kashgar desde el 20 de agosto de 1934, inicialmente no se unieron a la rebelión porque habían entrenado previamente en la Unión Soviética. Entre 1934 y 1935, varios oficiales de la 6.ª División uigur fueron enviados a Taskent para estudiar en su academia militar. Los generales soviéticos Rybalko, Obuhoff y Dotkin trabajaron en Kashgar de 1934 a 1936, fueron los asesores militares soviéticos de la administración de Sheng Shicai y participaron en la organización y formación del personal de la 6.ª División uigur.
Tras recibir la orden, los tunganos atacaron el aeródromo de Kashgar el 20 de mayo, pero fueron derrotados. Diez días después, 1.500 irregulares islámicos al mando de Kichik Akund atacaron y tomaron la ciudad vieja de Kashgar. Sus tropas llevaban brazaletes con las palabras "Fi sabil Allah" (árabe: en el camino de Alá). La rebelión fue seguida por un levantamiento del Kirguís cerca de Kucha y por disturbios musulmanes en Hami.
Ma Hushan permaneció en Jotán vigilando la situación. Su jefe de Estado mayor, Pai Tzu-li, así como Ma Ju-lung, comandante de la 1.ª Brigada en el Karghalik, le persuadieron para que atacara Kashgar. Ma Ju-lung llegó el 2 de junio a Kashgar supuestamente para "acabar con los rebeldes de Kichik Akhund", aunque Kichik Akhund había acordado en secreto retirarse y trasladó a sus soldados y a él mismo a Aksu. Kashgar fue tomada por Ma Hushan sin batalla. La región de Fayzabad-Maral Bashi fue tomada por la 2.ª Brigada de Ma Sheng-kuei. Ma Hu-shan reforzó su posición en el sur de Xinjiang y evitó entrar en combate, lo que permitió a los rebeldes musulmanes turcos llevar a cabo la lucha como una distracción para el ejército provincial de Sheng..

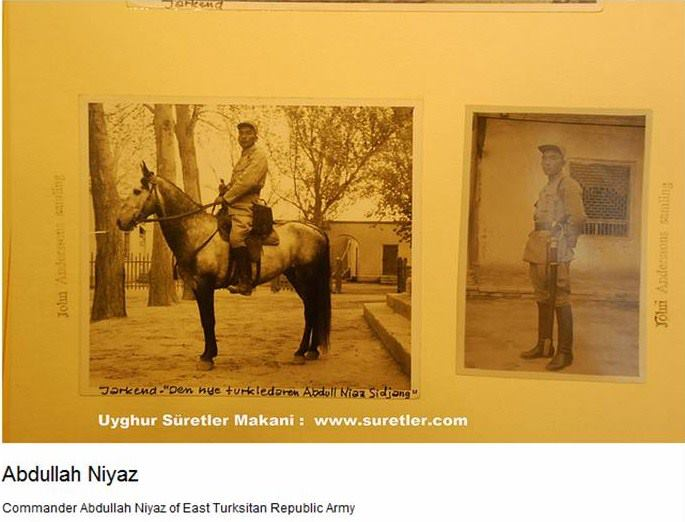
General Abdul Niyaz

Ma Hushan rodeó la Ciudad Nueva de Kasgar y explicó al Consulado General británico que las fuerzas musulmanas chinas, que todavía eran oficialmente la 36.ª División del Kuomintang, actuaban en alianza con los túrquicos (uigures) para derrocar al gobierno provincial prosoviético y sustituirlo por un gobierno islámico leal al República de China. Kuomintang en Nankín.
Ma Hushan estaba paranoico con un ataque soviético y controlaba la zona de Kasgar-Jotán porque le ofrecía una escapatoria segura a India Británica, donde podía tomar un vapor desde Calcuta de vuelta a los puertos marítimos chinos y luego a Gansu y Qinghai. Él y sus oficiales habían prometido repetidamente atacar a los soviéticos en conversaciones con Peter Fleming y trataron de conseguir máscaras antigás y aviones para ayudarles a luchar.
En agosto de 1937, 5.000 soldados del Ejército Rojo soviético, apoyados por una unidad aérea y un regimiento blindado, se trasladaron a Xinjiang a petición de Sheng Shicai, cuyas tropas provinciales fueron derrotadas por rebeldes musulmanes en julio de 1937 en una batalla cerca de Karashar y no pudieron continuar su avance hacia el sur. A finales de agosto, las fuerzas provinciales, incluyendo rusos blancos, el Ejército Rojo y unidades del NKVD, derrotaron decisivamente a las tropas de Kichik Akhund en Ciudad de Aksu, siendo aniquiladas la mayoría de sus tropas tras ser ametralladas y bombardeadas en ataques aéreos por un escuadrón de 24 aviones soviéticos en un campo abierto cerca de Aksu. Como resultado, Kichik Akhund y Abdul Niyaz escaparon a Kashgar con sólo 200 hombres. Después de esa batalla, Ma Sheng-kuei fue sobornado por Sheng Shicai para que desertara y se volviera contra Ma Hushan. Ma Sheng-kuei marchó hacia Kashgar el 1 de septiembre de 1937, pero se encontró con que Ma Hushan, Ma Ju-lung y Pai Tzu-li se habían retirado hacia Karghalik con la 1.ª Brigada. El 7 de septiembre, Ma Hushan y sus oficiales desertaron de sus tropas y huyeron a la India con oro. Ma llevaba consigo 1.000onzas de oro, que fueron confiscadas por los británicos.
El general chino Ma Zhanshan, musulmán, fue supuestamente uno de los comandantes del ejército soviético durante la invasión. Se informó de que había dirigido tropas soviéticas disfrazadas con uniformes chinos junto con bombarderos durante el ataque, que había sido solicitado por Sheng Shicai.
El general Chiang Yu-fen, comandante provincial, envió a sus hombres tras la 1.ª Brigada de Ma Hushan, y otras fuerzas provinciales condujeron a Abdu Niyaz y Kichik Akhund hacia Yarkand. La aviación del Ejército Rojo ayudó a las fuerzas provinciales lanzando bombas, algunas de las cuales contenían gas mostaza. Estos aviones volaron primero desde una base aérea en Karakol, Unión Soviética, y luego desde aeródromos capturados en Uchturpan y Kucha. El 9 de septiembre, Yarkand cayó en manos de Sheng, y el 15 de septiembre Abdul Niyaz fue ejecutado. El 15 de octubre los soviéticos bombardearon la ciudad de Khotan, lo que causó 2.000 bajas. Los restos de la 36.ª división se fundieron a través de las Montañas Kunlun en Qinghai y el norte del Tíbet.

## Consecuencias
Antes de la guerra, Ma Hushan había intercambiado mensajes con el gobierno de Nankín y esperaba que éste enviara ayuda, según declaró en conversaciones con Peter Fleming. Sin embargo, en 1937, durante el ataque soviético, China fue invadida por Japón en la segunda guerra sino-japonesa. Las fuerzas provinciales prosoviéticas de Sheng Shicai establecieron su control sobre todo Xinjiang. Todos sus rivales fueron eliminados, y la derrota de la Nueva 36.ª División provocó el cese del control del gobierno chino en Xinjiang.
Sheng Shicai erigió un monumento a los soviéticos muertos en combate por Ma Hushan que incluía cruces ortodoxas rusas.
El gobierno chino era plenamente consciente de la invasión soviética de Xinjiang y de las tropas soviéticas que se desplazaban por Xinjiang y Gansu, pero se vio obligado a ocultarlo a la opinión pública como "propaganda japonesa" para evitar un incidente internacional y seguir recibiendo suministros militares de los soviéticos.
En agosto de 1937, un mes después de la guerra a gran escala en China contra las fuerzas japonesas tras el Incidente del Puente Marco Polo, la Unión Soviética envió a la República de China ayuda material durante la segunda guerra sino-japonesa contra la invasión japonesa en virtud del Pacto de No Agresión Sino-Soviético.